# Storia del Vietnam
La storia del Vietnam copre un periodo di più di 2.700 anni. Le relazioni storiche più importanti del Vietnam sono avvenute con la Cina. La preistoria del Vietnam comprende resoconti leggendari su un regno conosciuto come Văn Lang (III millennio a.C.) che comprendeva quelle che oggi sono la regione autonoma del Guangxi e la provincia di Guangdong, così come la parte settentrionale del Vietnam. In seguito, le dinastie cinesi governarono in Vietnam per la maggior parte del periodo che va dal 207 a.C. fino al 938 quando il Vietnam riacquistò la sua indipendenza. Il Vietnam è rimasto uno stato tributario del suo vicino più potente, la Cina, per gran parte della sua storia ma respinse diverse invasioni dei cinesi e tre invasioni dei Mongoli tra il 1255 e il 1285. Il periodo di indipendenza si concluse nella seconda metà del XIX secolo, quando il paese fu colonizzato dalla Francia che conquistò anche la Cambogia e i vicini regni del Laos creando l'Indocina francese.
Verso la fine della seconda guerra mondiale, il Giappone imperiale espulse i francesi e occupò il Vietnam, dando modo al movimento di liberazione Viet Minh di organizzarsi. Con la resa del Giappone e la successiva rivoluzione di agosto, il 2 settembre 1945 fu proclamata l'indipendenza della neonata Repubblica Democratica del Vietnam. La Francia ristabilì subito il suo dominio coloniale sul paese ma fu sconfitta dai Viet Minh nella guerra d'Indocina (1946–1954). I successivi accordi di Ginevra (20 luglio 1954) divisero in due il Paese con la promessa di elezioni democratiche e di una prossima riunificazione. A nord fu riconosciuta la Repubblica Democratica del Vietnam, che divenne nota come Vietnam del Nord, mentre il filo-occidentale Vietnam del Sud entrò nella sfera d'influenza degli Stati Uniti che si sostituirono ai francesi nella lotta al comunismo in Indocina. La divisione, invece di portare ad una riunificazione pacifica, portò alla guerra del Vietnam (1955–1975), durante la quale la Repubblica Popolare Cinese e l'Unione Sovietica sostennero il Nord mentre gli Stati Uniti appoggiarono il Sud. Il conflitto si concluse con la caduta di Saigon (aprile 1975) che sancì la riunificazione del Paese da parte dei vincitori comunisti.
Dopo la riunificazione, il Vietnam soffrì la repressione e l'isolamento della comunità internazionale a causa della guerra fredda e dell'invasione vietnamita della Cambogia (1977–1991). Nel 1986, il Partito Comunista del Vietnam cambiò la sua politica e avviò riforme economiche del settore privato simili a quelli perseguite contestualmente in Cina. Dalla fine degli Anni 80, il Vietnam ha goduto così d'una notevole crescita economica.

## Primi regni
Prove di una prima società costituitasi nella regione dell'odierno Vietnam, diverse da quelle preistoriche dell'età del ferro, sono quelle relative alla cultura Đông Sơn, rinvenute a Cổ Loa, nel nord del Vietnam, un'antica città situata nei pressi dell'odierna Hanoi.
Secondo la mitologia, i primi vietnamiti discendevano dal Signore Dragone Lạc Long Quân e dallo spirito Âu Cơ. Lạc Long Quân e Âu Cơ ebbero cento figli prima di decidere di separarsi. 50 bambini si trasferirono con la loro madre nelle zone di montagna, gli altri 50 con il padre nelle zone costiere. Il figlio maggiore divenne il primo di una serie di re vietnamiti, noti collettivamente come i re Hùng (Hùng Vương o dinastia Hồng Bàng). I re Hung chiamavano il loro paese, situato sul fiume Rosso nell'attuale nord del Vietnam, Văn Lang. Le genti di Văn Lang erano conosciute come i Lạc Việt.

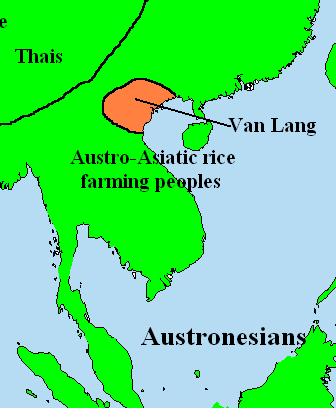
Mappa di Văn Lang, 500 d.C.

Si pensa che la cultura di Văn Lang fosse basata su una società matriarcale, simile a molte altre società matriarcali nel Sud-est asiatico e nelle isole del Pacifico del periodo. In vari siti archeologici nel nord del Vietnam sono state rinvenute armi in metallo e vari strumenti di questo periodo. I più noti manufatti sono grandi tamburi di bronzo, utilizzati per scopi cerimoniali, con sofisticate incisioni sulla superficie raffiguranti scene di vita con guerrieri, barche, case, uccelli e animali in cerchi concentrici intorno a un sole radiante.
Molte leggende di questo periodo offrono uno scorcio della vita quotidiana. La leggenda del dolce di riso, che tratta di un principe che ha vinto una gara culinaria con la sua creazione, la torta di riso, riflette la profonda importanza della coltivazione del riso come base dell'economia e del sostentamento. La leggenda di Giong, che parla di un giovane che va in guerra per salvare il paese indossando un'armatura di ferro, cavalcando su un cavallo corazzato e armato di una mazza di ferro, mostra l'importanza della lavorazione dei metalli e quanto essa fosse sofisticata. La leggenda della balestra magica, che poteva scoccare migliaia di frecce all'unisono, mostra quanto fondamentale fosse la pratica del tiro con l'arco nella guerra.
Recenti ricerche hanno portato alla luce mutamenti del livello del suolo circolari nelle aree del Vietnam meridionale, ai confini con la Cambogia. I resti archeologici ritrovati appartengono ad un'entità culturale e sociale del I millennio a.C.
Dal terzo secolo a.C., un altro gruppo Viet, gli Âu Việt, emigrò dall'odierna Cina meridionale al delta del Fiume Rosso e si mescolò con la popolazione indigena di Văn Lang. Nel 258 a.C., un nuovo regno, Âu Lạc, emerse come unione interetnica degli Âu Việt con i Lạc Việt e Thục Phán fu proclamato "re An Dương Vương". Intorno alla sua capitale, Cổ Loa, egli costruì muri concentrici a scopo difensivo. Queste mura, insieme agli abili arcieri di Âu Lạc, tennero al sicuro la capitale dagli invasori.
Nel 207 a.C., il signore della guerra cinese Triệu Đà sconfisse il re An Dương Vương dopo che suo figlio Trọng Thủy aveva fatto da spia grazie al fatto che era unito in matrimonio con la figlia di un Duong Vuong. Triệu Đà unì Âu Lạc ai suoi domini, che si trovavano nell'attuale Guangdong, nella Cina meridionale, poi si dichiarò re di un nuovo regno indipendente, Nam Việt (cinese: 南越, Nan Yue). Trọng Thủy, il principe ereditario, si suicidò annegandosi a Cổ Loa per il rimorso dopo la morte della moglie nella guerra.
Alcuni vietnamiti ritengono quello intercorso sotto la dinastia Trọng Thủy un periodo di dominazione cinese, dal momento che Triệu Đà era un ex generale della dinastia Qin. Altri lo considerano un periodo di indipendenza vietnamita, dato che la famiglia Triệu nel Nam Việt fu assimilata alla cultura locale. La dinastia governò in maniera indipendente da quel regno che allora costituiva la Cina (dinastia Han). Ad un certo punto, Triệu Đà si dichiarò imperatore al pari dell'imperatore cinese Han nel nord.

## Periodo di dominazione cinese (111 a.C.–938 d.C.)
Nel 111 a.C., le truppe cinesi invasero il Nam Việt e l'assoggettarono (Prima dominazione cinese del Vietnam, 111 a.C.–39 d.C.) stabilirono nuovi territori, suddividendo il Vietnam in Giao Chỉ (cinese: 交趾pinyin: Jiaozhi, ora il delta del Fiume Rosso); Cửu Chân, odierno territorio da Thanh Hoá a Hà Tĩnh; e Nhật Nam, odierno territorio da Quảng Bình a Huế. Mentre i governatori e gli alti funzionari erano cinesi, i nobili originali vietnamiti (Lạc Hầu, Lạc Tướng) riuscirono comunque a ricoprire ruoli di rilievo.
Nel 40 d.C., le sorelle Trung condussero una vittoriosa rivolta contro il governatore Han Tô Định (苏定; pinyin: Sū Dìng) e riconquistarono 65 stati (tra cui l'attuale Guangxi). Trưng Trắc divenne la regina. Nel 42 d.C., l'imperatore cinese Han Guangwu mandò il suo famoso generale Mã Viện (cinese: Ma Yuan) a sedare la rivolta e, dopo una campagna tortuosa, questi sconfisse la regina che si suicidò per evitare la cattura. Oggi le sorelle Trung sono venerate in Vietnam come simbolo nazionale delle donne vietnamite. A seguito della rivolta delle sorelle Trung, gli Han, durante la Seconda dominazione cinese dei Vietnam (43–544), presero provvedimenti per eliminare il potere dei nobili vietnamiti tentando di costringerli ad assimilare la loro cultura. Nell'anno 225, un'altra donna, Triệu Thị Trinh, popolarmente conosciuta come Bà Triệu ("la signora Triệu"), innescò un'altra rivolta anti-cinese che durò fino al 248 d.C.
Durante la dinastia Tang (618–907), il Vietnam fu dai cinesi denominato Annam (Giao Châu), denominazione che rimase in uso fino all'inizio del X secolo. Giao Châu (con la sua capitale nei pressi dell'attuale provincia di Bắc Ninh) diventò un avamposto commerciale fiorente che riceveva merci dai mari del sud. Secondo il Libro degli Han posteriori, il primo convoglio dall'Antica Roma in Cina arrivò attraverso questa rotta commerciale nel 166 d.C., e numerosi mercanti presto la seguirono. I "Racconti di Wei" (Ngụy Lục, Weilue, III secolo d.C.) menziona un "percorso d'acqua" (il Fiume Rosso) da Jiaozhi fino a quello che ora è lo Yunnan del sud. Da lì, via terra, le merci venivano spedite al resto delle regioni della Cina attraverso Kunming e Chengdu.
Allo stesso tempo, nell'attuale Vietnam centrale, ci fu una rivolta delle nazioni Chăm che ebbe successo e che stabilirono un nuovo territorio. Le dinastie cinesi lo chiamarono Lin-Yi (villaggio di Lin). In seguito divenne un regno potente, il regno del Champa, che si estendeva da Quảng Bình a Phan Thiết (Bình Thuận).
Nel periodo tra l'inizio dell'età della frammentazione cinese fino alla fine della dinastia Tang, diverse rivolte furono organizzate contro il dominio cinese, come quella di Lý Bôn e del suo erede e generale Triệu Quang Phục, e quella di Mai Thúc Loan e Phùng Hưng. Tutte alla fine fallirono, ma le più notevoli furono le rivolte di Lý Bôn e Triệu Quang Phục, la cui precedente dinastia (dinastia Lý) aveva regnato per quasi mezzo secolo, dal 544 al 602, prima della riconquista, da parte dei cinesi della dinastia Sui, del loro regno di Vạn Xuân che avvio la Terza dominazione cinese del Vietnam (602–905)

## Prima indipendenza (938–1009)
All'inizio del X secolo, quando la Cina diventò politicamente frammentata, i Signori della famiglia Khúc, seguiti da Dương Đình Nghệ, governarono autonomamente Giao Châu sotto il titolo della dinastia Tang di Tiết Độ Sứ, "signore virtuoso".
Nel 938, l'Han del Sud inviò le proprie truppe a conquistare Giao Châu. Ngô Quyền, genero di Dương Đình Nghệ, sconfisse la flotta dell'Han del Sud nella battaglia del fiume Bạch Đằng (938). Poi si proclamò re Ngô e diede il via al periodo di effettiva indipendenza del Vietnam.
La morte prematura di Ngô Quyền dopo un breve regno portò a una lotta di potere per il trono, la prima grande guerra civile del paese, la ribellione dei dodici signori della guerra (Loạn 12 Sứ Quân). La guerra durò dal 945 d.C al 967 d.C., quando il clan guidato da Đinh Bộ Lĩnh sconfisse gli altri signori della guerra, unificando il paese. Đinh fondò la dinastia Đinh e si proclamò primo imperatore (Tiên Hoàng) di Đại Cồ Việt (Hán tự: 大瞿越; letteralmente "Grande Territorio del Viet"), con capitale a Hoa Lu (attuale Ninh Bình). La dinastia cinese Song lo riconobbe ufficialmente solo come principe di Jiaozhi (Giao Chỉ Quận Vương). L'imperatore Dinh introdusse rigidi codici penali per prevenire il caos e cercò di stringere alleanze garantendo il titolo di regina a cinque donne delle cinque famiglie più influenti.
Nel 979 d.C., l'imperatore Đinh Bộ Lĩnh e il suo principe ereditario Đinh Liễn furono assassinati, cosicché il solo figlio superstite, di sei anni, Đinh Toàn, fu portato al trono. Approfittando della situazione, i cinesi della Dinastia Song vietnamita invasero Đại Cồ Việt. Di fronte ad una grave minaccia per l'indipendenza nazionale, il Comandante dei Dieci Eserciti (Thập Đạo Tướng Quân) Lê Hoàn salì al trono, fondando la prima dinastia Lê. Arguto stratega militare, Lê Hoan comprese i rischi di uno scontro frontale con le potenti truppe cinesi, così ingannò l'esercito invasore nel passo si Chi Lăng, tendendo loro un agguato, uccidendo il loro comandante e mettendo rapidamente fine alla minaccia per la sua giovane nazione nel 981 d.C.. Le truppe della dinastia Song si ritirarono ma i cinesi non riconobbero Lê Hoàn come principe di Jiaozhi fino a 12 anni più tardi; tuttavia, egli è indicato come imperatore Đại Hành (Đại Hành Hoàng Đế). Lê Hoàn fu il primo monarca vietnamita ad iniziare il processo di espansione verso sud contro il regno del Champa.
La morte dell'imperatore Lê Hoàn nel 1005 d.C. portò a lotte interne tra i suoi figli per il trono. Il vincitore finale, Lê Long Đĩnh, divenne il tiranno più noto nella storia vietnamita. Ideò punizioni sadiche per i prigionieri per puro divertimento e indulse in devianti attività sessuali. Verso la fine della sua breve vita (morì a 24 anni) Lê Long Đĩnh si ammalò così gravemente che doveva restare sdraiato durante gli incontri con i suoi funzionari di corte.

## Periodo d'indipendenza del Đại Việt (1010–1527)

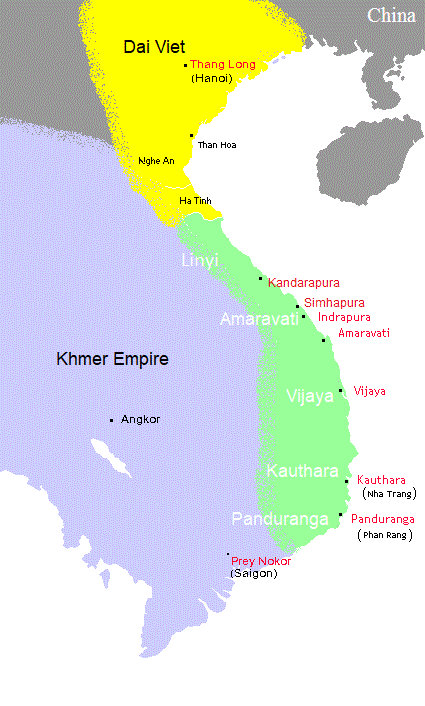
Sud-Est asiatico, 1010 d.C. circa. Territori Đại Việt in giallo, Champa in verde e Impero Khmer in viola.

Quando il re Lê Long Đĩnh morì nel 1009 d.C., i nobili di corte assegnarono il trono al comandante delle guardie del palazzo reale Lý Công Uẩn, che fondò la dinastia Lý. Questo evento è considerato come l'inizio di un'epoca d'oro nella storia vietnamita, con grandi dinastie. Le modalità con le quali Lý Công Uẩn era salito al trono erano piuttosto rare nella storia vietnamita. Come alto comandante militare, aveva avuto diverse opportunità di prendere il potere negli anni tumultuosi dopo la morte dell'imperatore Lê Hoàn, ma aveva preferito non venire meno al proprio senso del dovere. Fu posto al potere dagli influenti monaci buddhisti che lo avevano allevato nel loro tempio quando era fanciullo.
Lý Công Uẩn, poi chiamato Lý Thái Tổ, cambiò il nome del Paese in Đại Việt (in cinese: 大越, traslitterato Hán tự; letteralmente "Grande Viet"). La dinastia Lý è ricordata per aver dato al Vietnam una solida base organizzativa e un'acuta visione strategica. Dopo aver lasciato Hoa Lư, una fortificazione naturale circondata da montagne e fiumi, Lý Công Uẩn trasferì la corte nella nuova capitale Thăng Long, l'attuale Hanoi. Lý Công Uẩn si discostò così dalla mentalità militare difensiva dei suoi predecessori e garantì l'indipendenza del Paese grazie al rafforzamento dell'economia. I successivi sovrani Lý continuarono a compiere imprese di vasta portata: costruirono un sistema di argini per proteggere la zona di produzione del riso; fondarono nella capitale il Quốc Tử Giám (letteralmente: Accademia imperiale), il primo ateneo del Paese conosciuto oggi come Tempio della Letteratura; tennero una volta ogni tre anni esami regolari per selezionare tra i comuni cittadini quelli più dotati e adatti a ricoprire cariche governative; organizzarono un nuovo sistema di tassazione; stabilirono nuove leggi per un trattamento più equo dei prigionieri. Le donne ebbero importanti ruoli nella società Lý; le dame di corte erano incaricate della riscossione delle imposte. La dinastia Lý promosse il buddhismo ma mantenne un atteggiamento pluralistico e permissivo verso gli altri due principali sistemi filosofici del tempo, il confucianesimo e il taoismo.
Durante la dinastia Lý, la dinastia cinese Song riconobbe ufficialmente il monarca del Đại Việt come sovrano di Giao Chỉ (Giao Chỉ Quận Vương). I sovrani Lý combatterono due grandi guerre contro la dinastia cinese Song e conquistarono territori a sud, nel regno del Champa. La battaglia più notevole si svolse in territorio cinese nel 1075 d.C.. Dopo aver appreso che un'invasione dei Song era imminente, l'esercito e la marina dei Lý, per un totale di circa 100.000 uomini sotto il comando di Lý Thường Kiệt, con un'azione preventiva sbarcarono a Yong Zhou, Qin Zhou e Lian Zhou (località situate nelle attuali province cinesi del Guangdong e Guangxi) e uccisero 100.000 cinesi. La dinastia Song tentò di vendicarsi invadendo il Đại Việt nel 1076 ma le truppe cinesi furono respinte nella battaglia del fiume Như Nguyệt (conosciuto oggi come il fiume Cầu), nell'attuale provincia di Bac Ninh, a circa 40 km dalla capitale attuale Hanoi. Nessuno dei due eserciti fu in grado di prevalere e il conflitto si concluse con una tregua concordata tra le parti. Della guerra approfittarono i meridionali regni Champa e Khmer, che si impadronirono di vasti territori invadendo il Vietnam nel 1128, nel 1132 e nei decenni successivi.

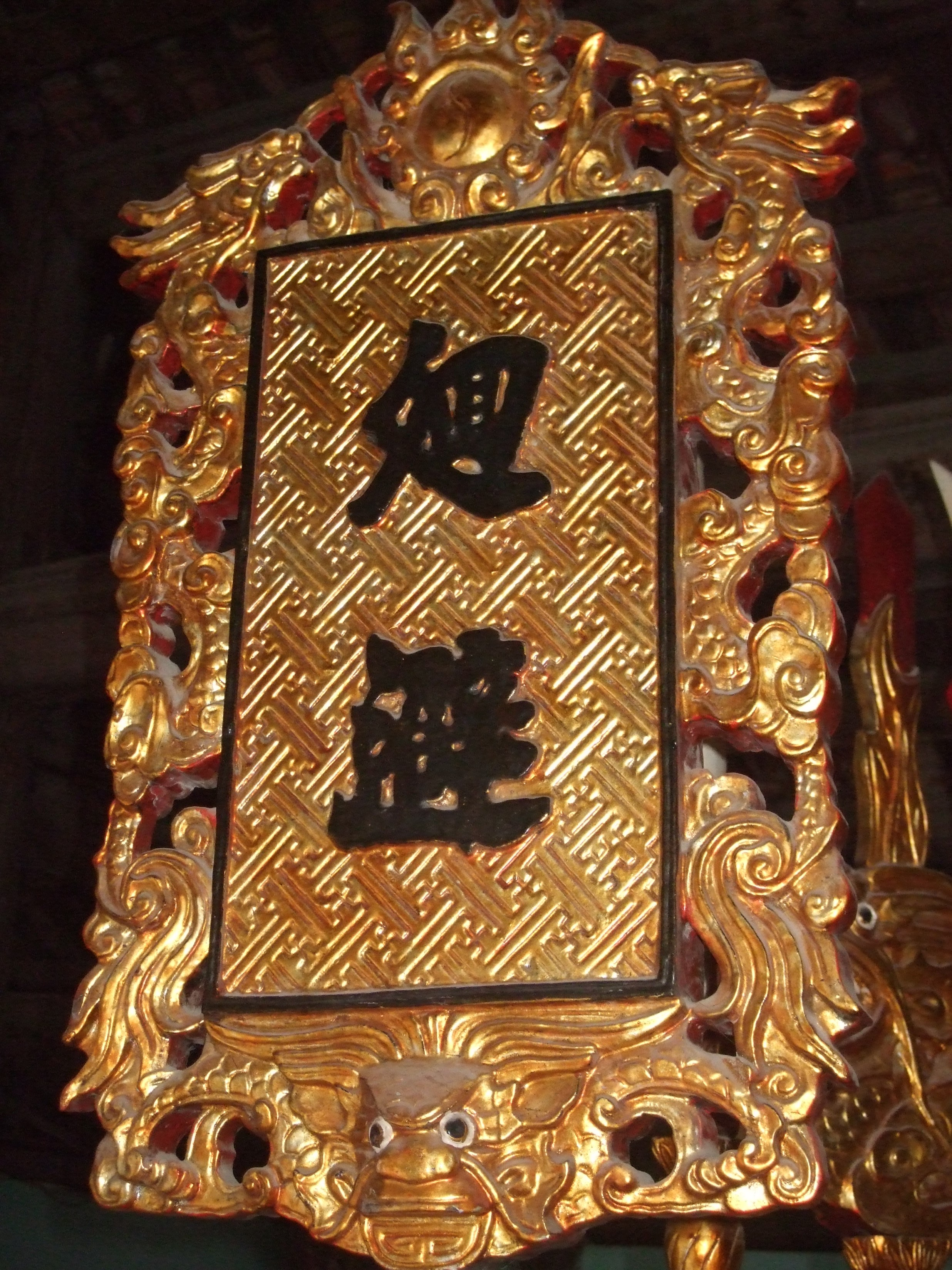
Bandiera di guerra della dinastia Trần.

Verso la fine della dinastia Lý, il potente ministro Trần Thủ Độ costrinse il re Lý Huệ Tông a diventare monaco buddhista e fece proclamare regina Lý Chiêu Hoàng, giovane figlia di Huệ Tông. Organizzò poi il matrimonio di Chiêu Hoàng con il proprio nipote Trần Cảnh, che in seguito si appropriò del trono e diede inizio alla dinastia Trần. Trần Thủ Độ eliminò brutalmente diversi membri della nobiltà Lý, mentre altri fuggirono in Corea, incluso Lý Long Tường, figlio di un precedente sovrano Lý, che sarebbe divenuto uno dei capostipiti della famiglia Lee.
Dopo l'epurazione, la maggior parte dei sovrani Trần governò il paese in modo simile ai sovrani Lý. Alcune tra le innovazioni di rilievo della dinastia Trần includono la creazione di un sistema di censimento della popolazione a livello di villaggi, la compilazione di una storia ufficiale del Đại Việt in 30 volumi (Đại Việt Sử Ký, di Lê Văn Hưu) e l'introduzione dell'alfabeto Nôm, un sistema di scrittura per la lingua vietnamita. Fu adottato un nuovo sistema per l'assegnazione del trono ai nuovi sovrani: quando un re invecchiava cedeva il trono al principe ereditario, mantenendo il titolo di Alto Imperatore (Thái Thượng Hoàng), in qualità di mentore del nuovo sovrano.

### Le invasioni mongole
Durante la dinastia Trần, gli eserciti dell'impero mongolo guidati da Munke e Kublai Khan, il fondatore della dinastia Yuan (1271–1368), invasero il Vietnam nel 1257, 1284 e 1288. Il Đại Việt respinse tutti gli attacchi durante il regno di Kublai Khan, evitando gli scontri frontali nelle battaglie in campo aperto e abbandonando le città per non subire assedi. I mongoli vennero poi contrastati con decisione nei loro punti deboli, come le battaglie in zone paludose di Chương Dương, Hàm Tử, Vạn Kiếp e sulle rive di fiumi Vân Đồn e Bạch Đằng. I mongoli soffrirono anche le malattie tropicali oltre ai mancati rifornimenti per le incursioni dell'esercito Trần. La guerra tra le dinastie Yuan e Trần raggiunse il culmine quando l'esercito Yuan in ritirata fu decimato nella battaglia sul fiume Bạch Đằng del 1288. Lo stratega dietro le vittorie vietnamite fu il comandante Trần Quốc Tuấn, più comunemente conosciuto come Trần Hưng Đạo. Al fine di evitare altre disastrose campagne e ingenti perdite di uomini, i Trần e il Champa riconobbero poi la supremazia della Cina e ne divennero tributari.

### L'avanzata a sud nel regno del Champa
Durante questo periodo i sovrani Trần condussero guerre anche contro il regno meridionale del Champa, proseguendo la lunga storia di espansione vietnamita nel sud (noto come Nam Tiến) iniziata poco dopo aver ottenuto l'indipendenza dalla Cina. Spesso incontrarono forti resistenze da parte dei Chăm, soprattutto quando erano guidati dal re Chế Bồng Nga (Cham: Po Binasuor o Che Bonguar). Questi uccise il re Trần Duệ Tông in battaglia e pose l'assedio a Thăng Long, capitale del Đại Việt, nel 1377 e nel 1383. La dinastia Trần riuscì ad annettersi due province Champa, situate nell'attuale zona di Huế, tramite il matrimonio della principessa vietnamita Huyền Trân con un re Chăm.

### L'occupazione Ming e l'ascesa della dinastia Lê

Mappa del Vietnam che mostra la conquista del sud (il Nam tiến, 1069-1757). Arancione: prima dell'XI secolo. Giallo: XI secolo. Verde chiaro: XV secolo. Verde Scuro: XVI secolo. Viola: XVIII secolo.

La dinastia Trần fu a sua volta spodestata da Hồ Quý Ly, uno dei suoi funzionari di corte, che costrinse il re ad abdicare e salì al trono nel 1400, diventando il capostipite della breve dinastia Hồ. Cambiò il nome del paese in Đại Ngu (in cinese: 太虞, traslitterato Hán tự) e trasferì la corte a Tây Đô (letteralmente: capitale occidentale), l'attuale Thanh Hóa), ad ovest della vecchia capitale Thăng Long, che fu rinominata Đông Đô. Anche se fu accusato di aver provocato la disgregazione del Paese, con la conseguente conquista da parte dei cinesi della dinastia Ming (1368–1644), Hồ Quý Ly introdusse molte riforme ambiziose, tra cui l'aggiunta della matematica per gli esami nazionali, la critica aperta alla filosofia del confucianesimo, l'uso delle banconote al posto delle monete, investimenti nella costruzione di grandi navi da guerra e cannoni, e la riforma agraria. Cedette il trono al figlio Hồ Hán Thương nel 1401 e assunse il titolo Thái Thượng Hoàng (Alto Imperatore), adottando la tradizione in vigore tra i regnanti Trần.
Nel 1407, con il pretesto di aiutare a ripristinare la dinastia Tran, i cinesi Ming invasero il Đại Ngu e catturarono Hồ Quý Ly e Hồ Hán Thươngg, ponendo fine dopo soli sette anni alla dinastia Hồ. La forza occupante annetté il Đại Ngu all'impero Ming dichiarando che non vi era un erede al trono vietnamita (Quarta dominazione cinese del Vietnam). I lealisti della dinastia Trần iniziarono quindi una guerra di resistenza sotto la guida di Trần Quĩ. I successi iniziali ebbero fine dopo che Trần Quĩ ordinò l'esecuzione di due alti ufficiali per sospetto tradimento; si aprì quindi una spaccatura interna che portò alla sconfitta nel 1413.
Nel 1418, il ricco agricoltore Lê Lợi guidò una rivolta contro i Ming dalla sua base di Lam Son, nell'odierna provincia di Thanh Hóa). Con i consigli strategici di Nguyễn Trãi, il movimento di Lê Lợi acquistò slancio e le sue truppe marciarono verso il nord, cingendo d'assedio Đông Quan (attuale Hanoi), la capitale degli occupanti cinesi. L'imperatore Ming inviò una legione di rinforzo, ma Lê Lợi con un'imboscata uccise in un'imboscata a Chi Lăng il comandante cinese Liễu Thăng (cinese: Liu Sheng). Le truppe Ming si arresero a Đông Quan. La rivolta di Lam Sơn provocò la morte di oltre 300.000 soldati cinesi. Nel 1428, Lê Lợi salì al trono e iniziò la dinastia Lê (o seconda dinastia Lê), il paese riprese il nome Đại Việt e la capitale fu nuovamente trasferita a Thăng Long.
La dinastia Lê effettuò riforme agrarie e rilanciò l'economia nel dopoguerra. A differenza delle dinastie Lý e Trần, che erano più influenzate dal buddhismo, i sovrani Lê favorirono il confucianesimo. Fu introdotto il codice Hồng Đức, che comprendeva una serie completa di leggi con forti influenze confuciane, tra cui le regolamentazioni che stabilivano i diritti delle donne. L'arte e l'architettura durante la dinastia Lê furono influenzate dagli stili cinesi. La dinastia commissionò inoltre la realizzazione di mappe nazionali e affidò a Ngô Sĩ Liên il compito di continuare la scrittura della storia del Đại Việt fino all'avvento di Lê Lợi. Il re Lê Thánh Tông aprì infine diverse strutture ospedaliere e avviò la distribuzione di farmaci nelle aree colpite dalle epidemie.
Nel 1471, le truppe guidate dal re Lê Thánh Tông invasero il Champa e ne conquistarono la capitale Vijaya. Questo evento sancì la effettiva fine del potente regno del Champa, anche se un principato Chăm sopravvisse per alcuni secoli come protettorato vietnamita. Buona parte della popolazione Chăm fu costretta a rifugiarsi in altri Paesi del sud-est asiatico. Con il regno del Champa annientato ed il popolo Chăm costretto all'esilio, la colonizzazione vietnamita di quello che oggi è il Vietnam centrale procedette senza resistenza. Nonostante siano poi stati superati nel numero dai coloni Kinh (vietnamiti) e abbiano dovuto integrarsi faticosamente nella nazione vietnamita, la maggioranza dei Chăm rimase nelle proprie terre ed è oggi considerata una delle minoranze etniche del Vietnam. La città di Huế, fondata nel 1600, si trova vicino al punto in cui sorgeva Indrapura, la capitale del Champa.
Nel 1479, il re Lê Thánh Tông iniziò anche una campagna militare contro il vicino regno laotiano di Lan Xang, dove fu saccheggiata la capitale Mueang Sua, espugnata per la prima volta nella sua storia. Nel corso di questa campagna militare, le truppe vietnamite compirono varie incursioni spingendosi oltre il fiume Irrawaddy, nell'attuale Birmania. Furono costrette a ripiegare dall'intervento dell'esercito del Regno Lanna mentre cercavano di conquistare Nan, capitale del regno omonimo. I soldati lasciati a presidiare Mueang Sua furono decimati lungo la via della ritirata dalle truppe laotiane, che si erano riorganizzate. Dei 4.000 ufficiali vietnamiti che presero parte alla spedizione, solo 600 sopravvissero.

## Periodo delle divisioni (1528–1812)

### La guerra civile tra le dinastie Lê e Mạc
La dinastia Lê fu rovesciata nel 1527 da Mạc Đăng Dung, un generale dell'esercito. Mạc uccise il sovrano Lê e si proclamò imperatore, dando il via alla dinastia Mạc. Dopo aver sedato diverse ribellioni per due anni, Mạc Đăng Dung adottò la pratica di successione della dinastia Trần e cedette il trono al figlio Mạc Đăng Doanh e divenne Thái Thượng Hoàng.
Nel frattempo, Nguyễn Kim, un ex funzionario della corte dei Lê, si ribellò contro i Mạc e aiutò il re Lê Trang Tông a ripristinare la vecchia corte Lê nell'area di Thanh Hóa. Si scatenò così una guerra civile tra la Corte del Nord (Mạc) e la Corte del Sud (Lê). Nguyễn Kim controllò la parte meridionale del Đại Việt (da Thanh Hóa verso sud), lasciando il nord (tra cui Đông Kinh-Hanoi) sotto il controllo dei Mạc. Quando Nguyễn Kim fu assassinato nel 1545, il potere militare passò nelle mani del genero, Trịnh Kiểm. Nel 1558, il figlio di Nguyễn Kim, Nguyễn Hoàng, sospettando di poter essere ucciso da Trịnh Kiểm per assicurarsi il potere, ottenne la carica di governatore delle province all'estremo sud, intorno all'area delle attuali province di Quang Binh e Binh Dinh. Trịnh Kiểm accettò pensando che relegando il rivale in quelle regioni di frontiera senza legge lo avrebbe estromesso dal potere. Tuttavia, Hoàng governò senza particolari traumi la zona mentre Trịnh Kiểm ed il figlio Trịnh Tùng rimasero occupati nella guerra civile contro i Mạc. Nguyễn Hoàng inviava solo denaro e soldati a nord per aiutare Trịnh Kiểm e divenne gradualmente sempre più indipendente, trasformando il depresso meridione in un avanzato avamposto commerciale e rotta internazionale per lo scambio di merci nel sud est asiatico.
La guerra civile tra le dinastie Lê/Trịnh e Mạc terminò solo nel 1592, quando l'esercito di Trịnh Tùng conquistò Thăng Long e uccise il re Mạc Mậu Hợp. I sopravvissuti della famiglia reale Mạc fuggirono verso le montagne della provincia settentrionale, nella provincia di Cao Bằng, e continuarono a governare in quella zona fino al 1667 quando furono definitivamente sconfitti dalle truppe di Trịnh Tạc. I re Lê, sin dalla restaurazione di Nguyễn Kim, agirono solo come figuranti nella contesa. Dopo la caduta della dinastia Mạc, il potere nel nord passò in maniera effettiva nelle mani della dinastia Trịnh.

### La guerra tra le dinastie Trịnh e Nguyễn

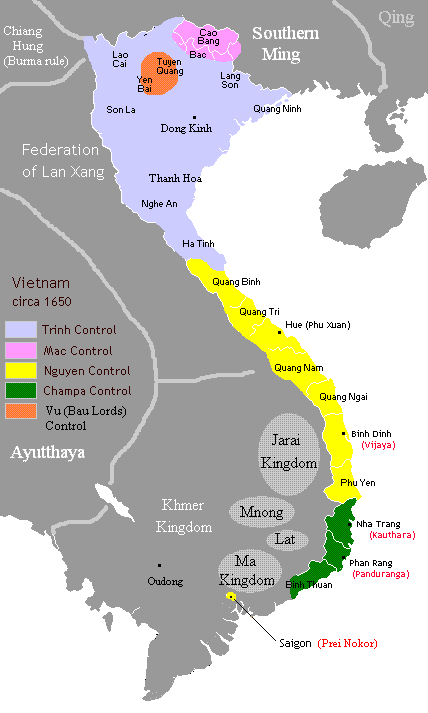
Mappa del Vietnam che mostra le aree controllate dai Trịnh, Nguyễn, Mac e Champa intorno all'anno 1640. Marrone: territorio Trinh. Giallo: territorio Nguyen. Verde: Champa (sotto la signoria Nguyễn). Rosa (Cao Bang): territorio Mac.

Nell'anno 1600, Nguyễn Hoàng si autoproclamò Signore (ufficialmente "Vương", popolarmente "Chúa") del sud e rifiutò di inviare altro denaro o soldati per aiutare i Trịnh. Trasferì la capitale a Phú Xuân, l'attuale Huế e morì nel 1613 dopo aver governato il sud per 55 anni. Gli succedette il sesto figlio, Nguyễn Phúc Nguyên che, al pari del padre, rifiutò di riconoscere il potere dei Trịnh, dichiarandosi ancora fedele al re Lê.
Trịnh Tráng succedette al padre Trịnh Tùng, morto nel 1623, e ordinò invano a Nguyên Phuc Nguyên di sottomettersi alla sua autorità. Nel 1627, Trịnh Tráng inviò al sud 150.000 soldati in una campagna militare senza successo. I Trịnh erano molto più forti, con una popolazione e un esercito più grandi e una più solida economia, ma non furono in grado di sconfiggere gli Nguyễn che avevano costruito due muraglie difensive e investito in artiglieria portoghese.

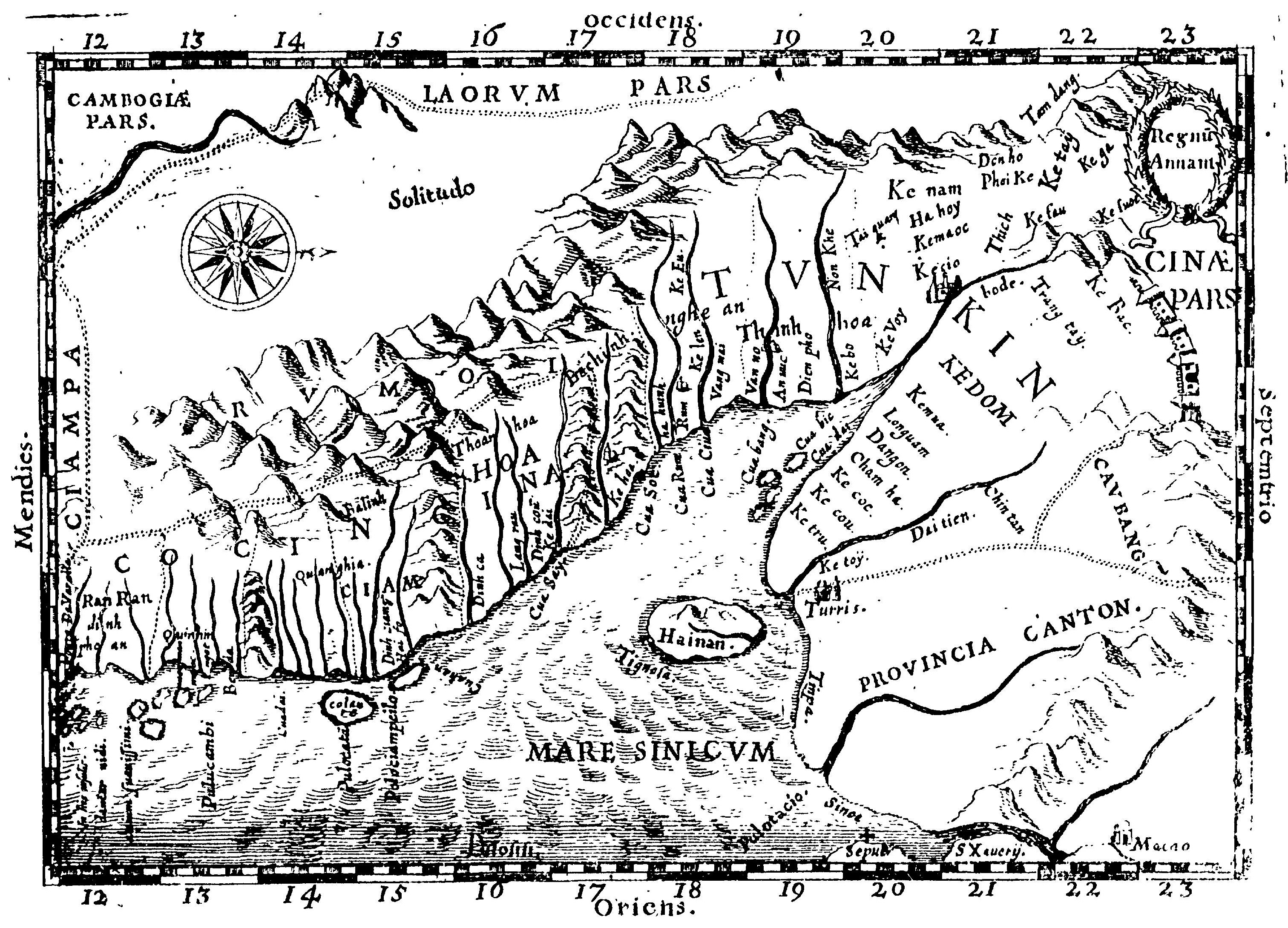
Una delle prime mappe occidentali del Vietnam, pubblicata nel 1651 da Alexandre de Rhodes.

La guerra tra le dinastie Trịnh e Nguyễn durò dal 1627 fino al 1672. L'esercito Trịnh scatenò almeno sette offensive, ma non riuscì a conquistare Phú Xuân. Nel 1651, gli stessi Nguyễn si portarono all'offensiva e attaccarono frontalmente il territorio dei Trinh, che affidarono l'esercito a Trịnh Tạc, costringendo i Nguyễn a ritirarsi dal 1655. Dopo un'ultima offensiva nel 1672, Trịnh Tạc concordò una tregua con Nguyễn Phúc Tần e il paese fu definitivamente diviso in due. La divisione, che si sarebbe rivelata una barriera sia sotto il profilo culturale che sotto quello commerciale, durò fino agli inizi del XIX secolo e fu la causa delle profonde divergenze che avrebbero portato alla divisione tra Vietnam del Sud e Vietnam del Nord dopo la seconda guerra mondiale.

### L'espansione verso sud
I Trịnh e i Nguyễn mantennero una relativa pace per i successivi cento anni, durante i quali entrambe le parti si prodigarono in significativi cambiamenti e riforme. I Trịnh crearono uffici governativi centralizzati responsabili del bilancio dello Stato e della produzione di valuta, unificarono le unità di peso in un sistema decimale, istituirono stamperie nazionali per ridurre la necessità di importare materiale stampato dalla Cina, aprirono un'accademia militare, e commissionarono numerosi libri di storia.
Nel frattempo, gli Nguyễn continuarono l'espansione verso sud per la conquista dei rimanenti territori Cham. I coloni Việt giunsero anche nella zona scarsamente popolata nota come "Acqua Chenla", la parte più bassa del delta del Mekong dei Khmer di Cambogia). Tra la metà del XVII secolo e la metà del XVIII secolo, quando la Cambogia risultò indebolita da lotte intestine e invasioni siamesi, gli Nguyễn utilizzarono vari mezzi, matrimoni politici, pressioni diplomatiche, favori politici e militari, per ottenere la zona intorno all'attuale Saigon e il Delta del Mekong. L'esercito Nguyễn si scontrò anche con l'esercito siamese per stabilire la sua influenza su tali territori.

### La rivolta e la dinastia dei Tây Sơn
Nel 1771 scoppiò la rivolta dei Tây Sơn a Quy Nhơn, che era sotto il controllo dei Nguyễn. I leader di questa rivolta furono tre fratelli di nome Nguyễn Nhạc, Nguyễn Lữ e Nguyễn Huệ, non legati alla signoria dei Nguyễn. Dal 1776, i Tây Sơn avevano occupato tutti i territori Nguyễn e ucciso quasi tutti i capi del clan. Il principe sopravvissuto Nguyễn Phúc Ánh fuggì nel vicino Siam e ottenne il sostegno militare da parte del re locale. Tornò con 50.000 soldati siamesi per riconquistare il potere, ma fu sconfitto nella battaglia di Rạch Gầm–Xoài Mút, nella quale fu quasi ucciso. Nguyễn Ánh fuggì dal Vietnam, ma non si arrese.
L'esercito Tây Sơn, comandato da Nguyễn Huệ, marciò poi a nord nel 1786 e sconfisse le truppe di Trịnh Khải, della dinastia Trịnh, che si suicidò. I Tây Sơn conquistarono la capitale in meno di due mesi; l'ultimo imperatore Lê, Lê Chiêu Thống, fuggì in Cina e chiese aiuto alla dinastia Qing. L'imperatore Qing Qianlong mise a disposizione di Lê Chiêu Thống un imponente esercito di circa 200.000 uomini per riconquistare il trono. Nguyễn Huệ si proclamò imperatore con il titolo Quang Trung e sconfisse le truppe Qing con 100.000 uomini e una campagna a sorpresa durata 7 giorni durante il nuovo anno lunare (Tết). Durante il suo regno, Quang Trung tentò molte riforme, ma morì per una causa sconosciuta nel 1792, all'età di 40 anni.
Durante il regno dell'imperatore Quang Trung, il Đại Việt era di fatto diviso in tre entità politiche. I Tây Sơn, con Nguyễn Nhạc, governarono il centro del paese dalla loro capitale Quy Nhơn. L'imperatore Quang Trung governò il nord dalla capitale Phú Xuân (Huế). Nel Sud, Nguyễn Ánh conquistò Gia Định (attuale Saigon) nel 1788 e costituì un solido regno.
Dopo la morte di Quang Trung, la dinastia Tây Sơn divenne instabile perché i fratelli rimanenti combatterono l'uno contro l'altro e contro coloro che appoggiavano una futura eventuale presa del potere del figlio di Nguyễn Huệ, al tempo neonato. Nguyễn Ánh approfittò della situazione e si spinse a nord nel 1799, conquistando la roccaforte dei Tây Sơn Quy Nhơn. Nel 1801, il suo esercito arrivò a Phú Xuân, capitale Tây Sơn e vinse infine la guerra nel 1802, dopo l'assedio di Thăng Long (Hanoi) e dopo aver giustiziato il figlio di Nguyễn Huệ, Nguyễn Quang Toản, insieme a molti generali e funzionari Tây Sơn.
Nguyễn Ánh ascese al trono e si fece chiamare Imperatore Gia Long. Gia stava per Gia Định, l'antico nome di Saigon; Long stava per Thăng Long, il vecchio nome di Hanoi. Quindi la denominazione Gia Long richiamava l'unificazione del Paese da lui ottenuta. La dinastia Nguyễn durò fino all'abdicazione di Bao Đại nel 1945. La Cina per diversi secoli aveva fatto riferimento al Đại Việt come all'Annam (letteralmente: sud pacificato), e Gia Long chiese all'imperatore cinese Qing di rinominare il paese, da Annam a Nam Việt. Per evitare qualsiasi confusione del regno di Gia Long con l'antico regno di Triệu Đà, l'imperatore cinese invertì l'ordine delle due parole trasformando il nome in Việt Nam. Il nome "Vietnam" è così noto per essere stato utilizzato ufficialmente per la prima volta durante il regno dell'imperatore Gia Long. In seguito, gli storici portarono alla luce alcuni vecchi libri in cui era riportato che i vietnamiti si riferivano al proprio paese, in via non ufficiale, con il nome "Vietnam".
Questo lungo periodo di divisione, con le sue molte tragedie e i drammatici sviluppi, ispirò molti poeti e ha dato luogo ad alcuni dei capolavori della letteratura poetica vietnamita, come il poema epico Kim Van Kieu o Il racconto di Kieu (Truyện Kiều) di Nguyễn Du, Chinh Phụ Ngâm ("Il lamento della moglie del soldato"), di Đặng Trần Côn e Phan Huy Ích, e una raccolta di poemi satirici ed erotici della poetessa Hồ Xuân Hương.

## XIX secolo

### L'avanzata dell'Occidente in Vietnam

Bandiera della colonia di Annam.

I primi contatti del Vietnam con il mondo occidentale risalgono al 166 d.C. con l'arrivo dei mercanti dall'Impero romano, al 1292 con la visita di Marco Polo, e agli inizi del XVI secolo con l'arrivo dei primi commercianti e missionari portoghesi. Alexandre de Rhodes, un gesuita francese, migliorò la precedente opera di assimilazione culturale operata dai missionari portoghesi e sviluppò l'alfabeto vietnamita romanizzato (quốc ngữ), con il suo Dictionarium Annamiticum Lusitanam et Latinum del 1651.
Tra il 1627 e 1775, quando la signoria dei Nguyễn del Sud combatté quella dei Trịnh del Nord, i commercianti europei ebbero l'opportunità di fare grandi affari sostenendo entrambe le fazioni con la vendita di armi e tecnologie: i portoghesi rifornirono i Nguyễn nel sud, mentre gli olandesi aiutarono i Trịnh al nord.
Nel 1784, durante il conflitto tra Nguyễn Ánh, l'erede sopravvissuto degli Nguyễn, e la dinastia Tây Sơn, il vescovo cattolico francese Pigneaux de Béhaine salpò per la Francia per cercare sostegno militare in favore di Nguyễn Ánh. Pigneaux redasse un Piccolo Trattato di Versailles, che prometteva agli Nguyễn l'aiuto militare francese in cambio di concessioni vietnamite. Ma scoppiò la rivoluzione francese e il piano Pigneaux non riuscì a materializzarsi. Pigneaux si recò quindi nel territorio francese di Pondicherry, in India. Ottenne due navi, un reggimento di truppe indiane, e una manciata di volontari e rientrò in Vietnam nel 1788. Uno dei volontari di Pigneaux, il Jean-Marie Dayot, riorganizzò la marina di Nguyễn Ánh e sconfisse i Tây Sơn a Quy Nhơn nel 1792. Pochi anni dopo, Nguyễn Ánh conquistò Saigon, dove Pigneaux morì nel 1799. L'altro volontario Victor Olivier de Puymanel avrebbe poi fatto erigere la fortezza nel centro di Gia Định.
Dopo che Nguyễn Ánh fondò la dinastia Nguyễn nel 1802, il cattolicesimo venne ampiamente tollerato e diversi europei furono assunti a corte come consiglieri. Tuttavia, Nguyễn Ánh e i suoi successori erano stati tutti confuciani conservatori che tentarono di resistere all'occidentalizzazione dilagante. I successivi imperatori Nguyễn, Ming Mạng, Thiệu Trị e Tự Đức, invece, furono autori di brutali repressioni nei confronti dei cattolici e perseguirono una politica repressiva che percepiva gli occidentali come una minaccia, a seguito di eventi come la rivolta di Lê Văn Khôi, in cui il missionario francese Joseph Marchand incoraggiò i cattolici locali a ribellarsi nel tentativo di far salire al trono un imperatore cattolico. Decine di migliaia di cristiani, vietnamiti e non, furono perseguitati e il commercio con l'Occidente diminuì progressivamente durante questo periodo. Negli annali vennero registrati centinaia di episodi di rivolte e ribellioni contro la corte Nguyễn. La repressione di queste azioni fu poi usata come scusa dalla Francia per invadere il Vietnam. I primi sovrani della dinastia Nguyễn si impegnarono nel tentativo di ammodernare il paese tramite la costruzione di strade, canali, l'emissione di un codice giuridico, strutture di assistenza per i malati, la compilazione di nuove mappe e annali storici, e nel tentativo di estendere l'influenza della cultura vietnamita nella Cambogia e nel Laos. Tuttavia, questi tentativi non portarono ad un sostanziale miglioramento sociale e politico e alla costruzione di una forte identità nazionale vietnamita, soprattutto perché il paese si trovava a contatto diretto con potenze europee tecnologicamente superiori che esercitavano una forte influenza sulla regione. La dinastia Nguyễn viene comunemente ricordata come la dinastia che non sfruttò a pieno le potenzialità del paese e il periodo storico favorevole per realizzare un forte e duraturo ammodernamento sociale e politico e per aver favorito la colonizzazione francese nel tardo XIX secolo.

### La colonizzazione francese del Vietnam

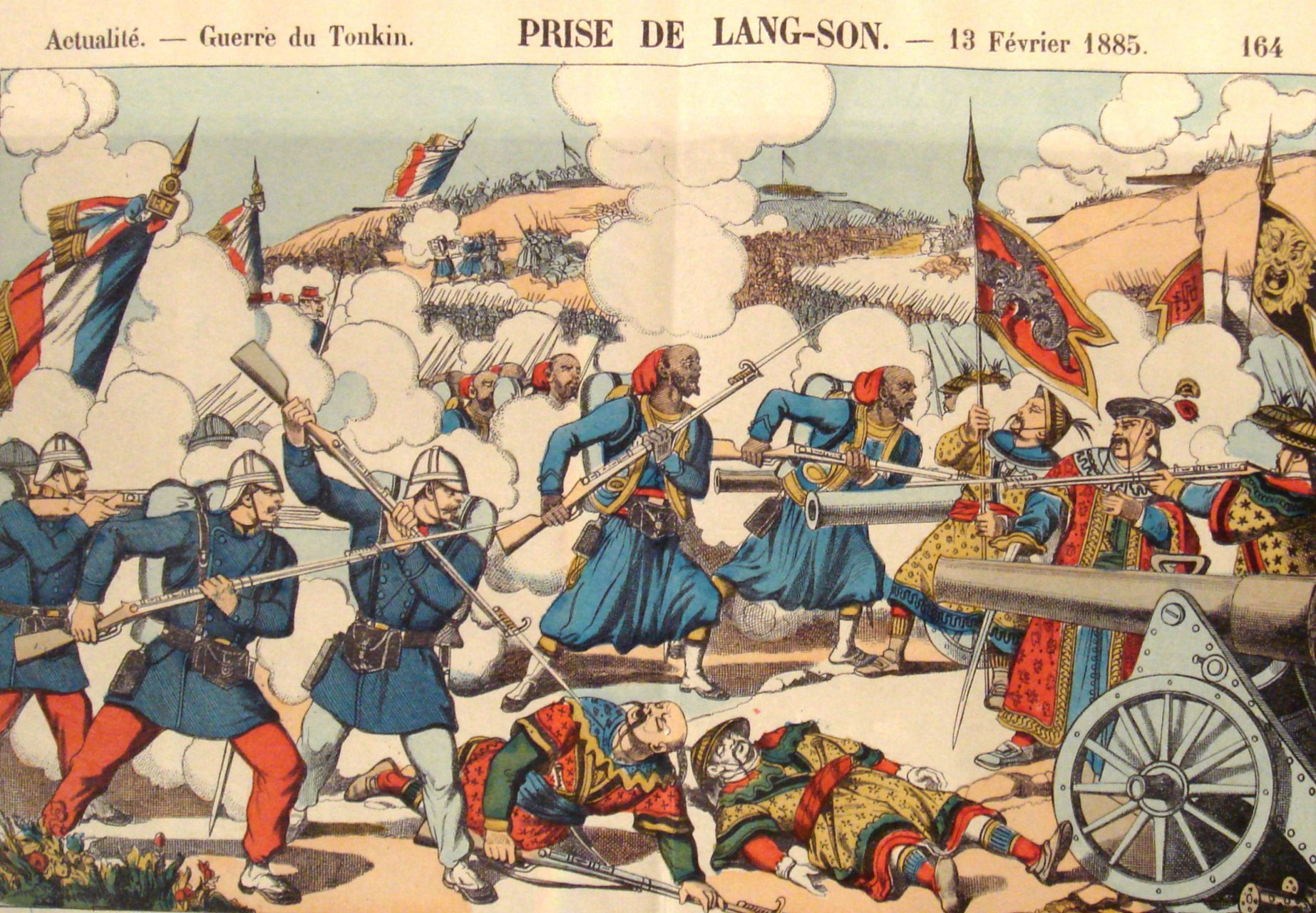
L'esercito francese che attacca i Thanh a Lạng Sơn, 1885.

Sotto gli ordini del Napoleone III di Francia, i francesi, guidati da Rigault de Genouilly attaccarono il porto di Đà Nang nel 1858, provocando danni significativi, ma non riuscendo a ottenere alcun particolare vantaggio, penalizzati dall'ambiente umido e dalle malattie tropicali e dai mancati rifornimenti. De Genouilly decise di navigare a sud e conquistò la città, scarsamente difesa, di Gia Định (attuale Ho Chi Minh City). Dal 1859 al 1867, le truppe francesi estesero il loro controllo su tutte le sei province del delta del Mekong e formarono una colonia conosciuta come Cocincina. Pochi anni dopo, le truppe francesi sbarcarono nel nord del Vietnam (che chiamarono Tonchino) e assediarono Hanoi due volte, nel 1873 e 1882, conquistandola. I francesi riuscirono a mantenere il dominio sul Tonchino, anche se, due volte, i loro comandanti Francis Garnier e Henri Rivière, furono attaccati e uccisi. La Francia assunse il controllo su tutto il Vietnam dopo la guerra franco-cinese (1884-1885). L'Indocina francese fu costituita nell'ottobre del 1887 dall'Annam (Trung Kỳ, Vietnam centrale), Tonchino (Bắc Kỳ, nord del Vietnam), Cocincina (Nam Kỳ, sud del Vietnam, Cambogia, e il Laos aggiunto nel 1893). All'interno dell'Indocina francese, la Cocincina aveva lo status di colonia, l'Annam, dove la dinastia Nguyễn ancora governava, quello di protettorato, e Tonchino si vide assegnato un governatore francese con i governi locali gestiti da funzionari vietnamiti.
Dopo che Gia Định cadde in mano ai francesi, sorsero molti movimenti di resistenza vietnamita nelle zone occupate, alcuni guidati da ex ufficiali di corte, come Trương Định, che si alleò con Vo Duy Duong e formò il Movimento di Autodifesa Popolare (Phong Trao Nhan Dan Tu Ve), alcuni da contadini, come Nguyễn Trung Trực, che affondò la cannoniera francese L'Esperance usando tattiche di guerriglia. Dopo vani tentativi di catturarlo, i francesi sequestrarono la madre per farlo arrendere e lo giustiziarono nel 1868 a Rach Gia. Nel nord, la maggior parte dei movimenti erano guidati da ufficiali di corte e durarono diversi anni, come quello di Phan Đình Phùng che combatté nel Vietnam centrale fino al 1895, quando fu sconfitto dalla dissenteria. Nelle montagne del nord, l'ex bandito Hoàng Hoa Thám collaborò con Phan Bội Châu e combatté fino al 1913, prima di essere eliminato da un traditore. Anche l'Imperatore Nguyễn adolescente Hàm Nghi lasciò il palazzo imperiale di Huế nel 1885 con il reggente Tôn Thất Thuyết e formò il movimento Cần Vương, con il quale cercò di resistere all'invasore francese. Fu catturato nel 1888 ed esiliato nell'Algeria francese. Decenni dopo, altri due re Nguyễn, Thành Thái e Duy Tân, furono esiliati in Africa per le loro tendenze anti-francesi. Il primo fu deposto con il pretesto della pazzia, mentre il secondo fu catturato dopo una sua cospirazione con il mandarino Tran Cao Van con cui aveva tentato di innescare una rivolta.

## XX secolo

### I movimenti indipendentisti e nazionalisti vietnamiti
Nel XX secolo, i patrioti vietnamiti si resero conto che non potevano sconfiggere la Francia senza una modernizzazione politica e sociale. Essendo stati esposti alla filosofia occidentale, mirarono a stabilire una repubblica con l'indipendenza, mettendo da parte i sentimenti monarchici di movimenti come il Cần Vương. La sconfitta della Russia ad opera del Giappone nella guerra russo-giapponese servì da perfetto esempio di modernizzazione grazie alla quale un paese asiatico aveva sconfitto un potente impero europeo.
Emersero due movimenti paralleli in tale contesto. Il primo fu il Đông Du, formato nel 1905 da Phan Bội Châu. Il suo piano era quello di mandare gli studenti vietnamiti in Giappone per apprendere l'istruzione e la cultura necessarie per condurre una vittoriosa rivolta armata contro i francesi. Con il principe Cường Để, installò due organizzazioni in Giappone: Duy Tân Hội e Việt Nam Công Hiến Hội. Grazie alla pressione diplomatica francese, il Giappone in seguito deportò Châu in Cina.

### Primi movimenti anti-francesi
Le prime organizzazioni anti-colonialiste indocinesi nacquero in Vietnam agli inizi del XX secolo ed erano di stampo monarchico e illuminista. Le prime dimostrazioni ebbero luogo nel 1908 e furono duramente represse dal governo coloniale, che nel disperderle fece diverse vittime. Al termine della prima guerra mondiale, le ribellioni cominciarono anche tra i vietnamiti arruolati nell'esercito coloniale. Vi partecipò anche il giovane imperatore vietnamita Duy Tân, che fu catturato e deportato nella remota isola della Reunion. Tra i più importanti capi delle rivolte vi fuPhan Bội Châu, che preparò l'insurrezione sotto il profilo politico e militare; messo agli arresti domiciliari nel 1925, sarebbe stato di esempio per i rivoluzionari dei periodi successivi. Al suo arresto, larghi strati della popolazione meno abbiente organizzarono dimostrazioni di protesta.[2]

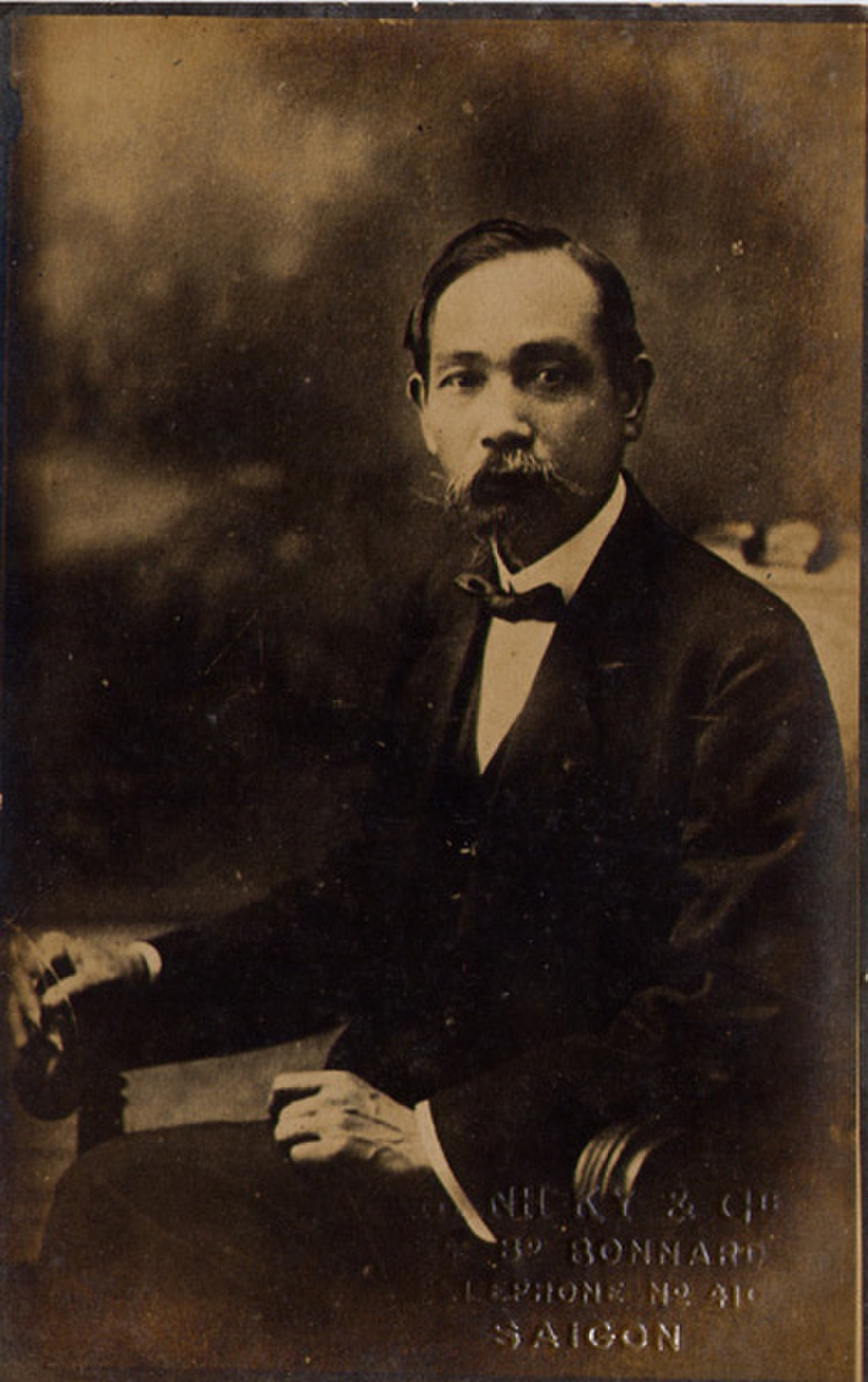
Phan Chu Trinh.

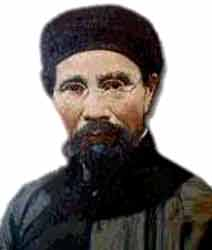
Phan Bội Châu.

Phan Chu Trinh, che propugnava una soluzione pacifica, non violenta, per ottenere l'indipendenza, fondò il movimento Duy Tân ("modernizzazione") sottolineando la necessità di educare le masse, modernizzare il paese, favorire la comprensione e la tolleranza tra i francesi e i vietnamiti e una transizione pacifica del potere.
La prima parte del XX secolo vide anche la crescente diffusione dell'alfabeto quốc ngữ per la lingua vietnamita. I patrioti vietnamiti compresero il potenziale del quốc ngữ come strumento utile a ridurre rapidamente l'analfabetismo e ad educare le masse. Gli alfabeti tradizionali, quello cinese o il Nôm, erano considerati troppo difficili da imparare. L'utilizzo di prosa nella letteratura, inoltre, diventò popolare con la comparsa di molti romanzi; i più famosi erano quelli dal circolo letterario Tự Lực Văn Đoàn.
Quando i francesi soppressero entrambi i movimenti, e dopo aver assistito alle imprese dei rivoluzionari in Cina e Russia, i rivoluzionari nazionalisti vietnamiti cominciarono a scegliere percorsi di lotta più radicali. Phan Boi Chau creò il Viet Nam Quang Phuc Hoi a Guangzhou, pianificando la resistenza armata contro i francesi. Nel 1925, alcuni agenti francesi lo catturarono a Shanghai e lo internarono in Vietnam, condannandolo a morte. A causa della sua popolarità, Chau fu poi risparmiato e posto agli arresti domiciliari fino alla sua morte nel 1940. Nel 1927, fu fondato il Việt Nam Quốc Dân Đảng (Partito Nazionalista Vietnamita), sul modello del Kuomintang in Cina. Nel 1930, il partito provocò l'ammutinamento di Yên Bái, una rivolta armata nel Tonchino che portò alla condanna a morte di diversi rivoluzionari, tra cui Nguyen Thai Hoc e molti altri leader giustiziati con la ghigliottina.
Il marxismo fu introdotto anche in Vietnam con la nascita di tre partiti comunisti distinti: il Partito Comunista di Indocina, il Partito Comunista Annamita e l'Unione Comunista Indocinese, uniti in seguito in un unico movimento trotzkista guidato da Tạ Thu Thâu. Nel 1930, l'Internazionale Comunista (Comintern) inviò Nguyễn Ái Quốc a Hong Kong per coordinare l'unificazione dei partiti nel Partito Comunista del Vietnam con Trần Phú come primo Segretario Generale. In seguito il partito fu ribattezzato Partito Comunista Indocinese perché il Comintern, sotto Stalin, non favoriva i sentimenti nazionalistici. Nguyễn Ái Quốc era un rivoluzionario di sinistra che aveva vissuto in Francia dal 1911. Partecipò alla fondazione del Partito Comunista Francese e nel 1924 si spostò in Unione Sovietica per aderire al Comintern. Verso fine del 1920, come agente del Comintern, collaborò alla fondazione di diversi movimenti comunisti nel Sud-Est asiatico. Nel corso del 1930, però, il Partito Comunista Indocinese risultava decapitato a causa della repressione francese con l'esecuzione di leader del calibro di Trần Phú, Lê Hồng Phong, e Nguyễn Văn Cừ.
Nel 1940, durante la seconda guerra mondiale, il Giappone dispiegò forze armate in Indocina, mantenendo l'amministrazione coloniale francese che dipendeva dall'indebolito governo di Vichy. Nel 1941 Nguyễn Ái Quốc, ora conosciuto come Ho Chi Minh, arrivò nel nord del Vietnam per formare il fronte Viet Minh, abbreviazione di Việt Nam Độc Lập Đồng Minh Hội (Lega per l'indipendenza del Vietnam). Il fronte Việt Minh raccolse le forze patriottiche in lotta per l'indipendenza del Vietnam, ma fu dominato dal partito comunista. Il Viet Minh aveva una forza militare modesta e durante la guerra collaborò con l'Office of Strategic Services americano per raccogliere informazioni sui giapponesi. Dalla Cina, anche altri partiti non comunisti vietnamiti aderirono al Viet Minh e crearono una forza armata con il sostegno del Kuomintang.

### L'indipendenza, la crisi buddhista e la guerra del Vietnam
Con la riorganizzazione della Francia nel movimento anti-nazista France Libre, guidato dal generale de Gaulle, nel marzo del 1945 i giapponesi occuparono l'Indocina francese ed espulsero i colonizzatori, dando modo ai Viet Minh di organizzarsi. Dopo la resa del Giappone e la conseguente rivoluzione di agosto, i Viet Minh approfittarono del momentaneo vuoto di potere per prendere il controllo del Paese. Il 2 settembre 1945, Ho chi Minh proclamò ad Hanoi l'istituzione della Repubblica Democratica del Vietnam e l'indipendenza nazionale. Al termine della seconda guerra mondiale, l'amministrazione statunitense era contraria ad un'eventuale riacquisizione da parte della Francia dell'Indocina. Roosevelt offrì a Chiang Kai-shek tutta la regione dell'Indocina da mettere sotto il dominio cinese. Alla proposta Chiang Kai-shek rispose: "In nessun caso!".

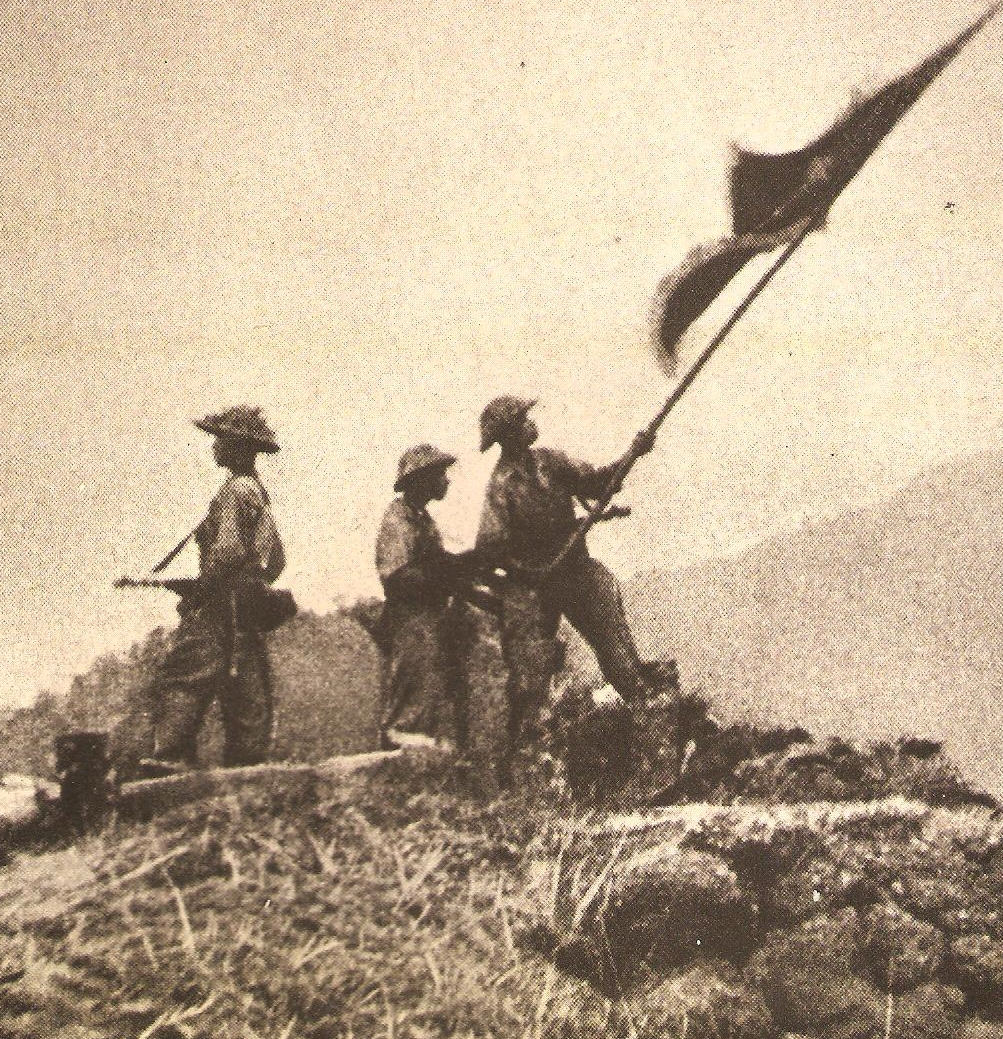
I soldati vietminh innalzano la bandiera della vittoria a Dien Bien Phu il 7 maggio 1954.

Dopo la guerra, 200.000 soldati cinesi agli ordini del generale Lu Han inviati da Chiang Kai-shek invasero l'Indocina settentrionale a nord del 16º parallelo per disarmare i giapponesi, e vi rimasero fino al 1946. I cinesi usarono il VNQDD, il ramo vietnamita del Kuomintang, per aumentare la loro influenza in Indocina e mettere sotto pressione i Viet Minh. Chiang Kai-shek cercò di costringere i francesi e Ho Chi Minh a trovare un accordo di pace. Provò inoltre a far cedere ai francesi tutte le loro concessioni in Cina rinunciando ai loro privilegi extraterritoriali in cambio del ritiro cinese dal nord dell'Indocina e del ritorno delle truppe francesi affinché rioccupassero la regione a partire da marzo 1946.
Ho Chi Minh, nel mese di agosto e settembre 1945, aveva trasmesso, attraverso i canali OSS, attivi fin dal tempo della resistenza contro i giapponesi, la proposta che al Vietnam fosse accordato "lo stesso status delle Filippine", un protettorato per un periodo indeterminato di tutela statunitense, preliminare all'indipendenza. Con lo scoppio delle ostilità francesi nel Vietnam del Sud, tra settembre e ottobre del 1945 i Viet Minh richiesero formalmente l'intervento degli Stati Uniti e delle Nazioni Unite contro l'aggressione francese, citando la Carta Atlantica, la Carta delle Nazioni Unite, e un discorso di politica estera del presidente degli Stati Uniti, Harry Truman, con cui nel mese di ottobre 1945 aveva incoraggiato l'auto-determinazione dei popoli. Da ottobre 1945 a febbraio 1946, Ho Chi Minh scrisse a Truman e al Segretario di Stato James Byrnes almeno otto comunicazioni.
Comunicò per l'ultima volta direttamente con gli Stati Uniti nel settembre del 1946, quando visitò l'ambasciatore USA a Parigi George Abbot, al quale richiese nuovamente l'assistenza degli Stati Uniti per ottenere l'indipendenza del Vietnam.
Non vi è alcuna traccia di risposta degli Stati Uniti a qualsiasi appello di aiuto di Ho Chi Minh.
Istruzioni esistenti a un contatto diplomatico statunitense con Ho Chi Minh nel mese di dicembre del 1946, rivelano la preoccupazione degli Stati Uniti per il suo noto retroterra comunista, e di paura che si sarebbe potuto stabilire uno "stato comunista dipendente, diretto da Mosca". Due mesi più tardi, quando era in corso la guerra dei francesi contro i Viet Minh, nel Vietnam del Nord, il segretario di stato Marshall sottolinò di "non perdere di vista il fatto che Ho Chi Minh avesse collegamenti diretti con comunisti e sarebbe stato ovvio che noi non siamo interessati a vedere soppiantate amministrazioni dell'impero coloniale, da organizzazioni politiche e filosofiche, provenienti da o controllate dal Cremlino".
Tuttavia, i francesi rapidamente ripresero il controllo della zona che avevano ceduto ai giapponesi, e iniziò la Prima guerra d'Indocina (1946–1954). Il dominio francese si concluse il 7 maggio 1954, quando le forze vietnamite sconfissero i francesi nella Battaglia di Dien Bien Phu. La successiva Conferenza di Ginevra (1954) stabilì la divisione del Vietnam, con il governo comunista di Ho Chi Minh nel Vietnam del Nord e il regime di Ngô Đình Diệm, sostenuto dagli Stati Uniti, nel Vietnam del Sud.

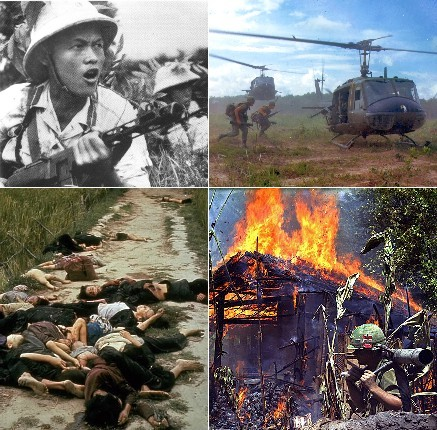
In alto a sinistra soldati nordvietnamiti si preparano all'attacco, a destra soldati statunitensi si preparano a salire su elicotteri Bell UH-1 Iroquois; In basso a sinistra alcune vittime del tragico massacro di Mỹ Lai, a destra un'operazione di rastrellamento in un villaggio.

A seguito della seconda guerra d'Indocina (conosciuta comunemente come "Guerra del Vietnam", 1954–1975), i Viet Cong e l'Esercito Popolare del Vietnam unificarono il Vietnam sotto il governo comunista. Al termine di questo lungo e sanguinoso conflitto, il Nord, con il supporto logistico della Cina e dell'Unione Sovietica, sconfisse l'Esercito della Repubblica del Vietnam, che aveva cercato di mantenere l'indipendenza del Vietnam del Sud con l'appoggio delle forze armate statunitensi, che avevano messo in campo fino ad un massimo di 540.000 uomini durante l'offensiva del Têt guidata dai comunisti nel 1968. Il Sud non aveva accettato i termini della Conferenza di Ginevra che prevedevano libere elezioni e una pacifica riunificazione: Ngô Đình Diệm, con un broglio referendario, si era proclamato presidente del Vietnam del Sud, ma in seguito alla Crisi buddista del Vietnam (1963) era stato assassinato. I suoi successori, tutti generali corrotti e incapaci di governare una nazione, avevano perso la fiducia e l'appoggio americano. In seguito alla decisione del Congresso americano di annullare, per l'anno 1975-76, ogni forma di sovvenzione al Vietnam del Sud, il Vietnam del Nord invase nel gennaio del 1975 il Sud.

Dopo il ritiro delle ultime forze statunitensi dal Vietnam, la capitale del Vietnam del Sud Saigon cadde in mano ai comunisti, e l'esercito del Vietnam del Sud si arrese il 30 aprile 1975. Quella che gli americani definiscono la "caduta di Saigon" venne salutata dai sudvietnamiti come la "liberazione" della loro capitale". Nel 1976 il governo del Vietnam riunito rinominò Saigon in Città di Ho Chi Minh, in onore del leader comunista morto nel settembre del 1969 durante la guerra. Il fronte vietnamita stimò quasi 3 milioni di morti durante gli anni della guerra mentre quello statunitense oltre 56.000. Robert McNamara, Segretario della Difesa degli Stati Uniti al tempo della guerra, nel documentario The Fog of War - La guerra secondo Robert McNamara ha definito la guerra del Vietnam «un errore tremendo».

### Il socialismo dopo il 1975
Dopo il 1975, fu subito evidente che la popolarità e l'efficacia delle politiche del Partito Comunista del Vietnam non si estendevano anche ad un piano nazionale per la ricostruzione e l'ammodernamento del paese. Dopo aver unificato il Nord e il Sud politicamente, il PCV doveva ancora integrarli socialmente ed economicamente. I responsabili politici si trovarono di fronte ad una forte resistenza del Sud per l'avvento del comunismo. Inoltre vi era una relativamente forte avversione reciproca tra le due popolazioni derivante dalle differenze culturali e storiche tra nord e sud. Più di un milione di meridionali, di cui circa 560.000 "boat people", lasciarono il paese subito dopo l'acquisizione comunista, temendo la persecuzione e la confisca delle loro terre e delle aziende. Circa un milione di vietnamiti furono trasferiti in terreni precedentemente incolti chiamati "nuove zone economiche" per la rieducazione.
La dura repressione del dopoguerra contro i resti del capitalismo nel Sud portò al crollo dell'economia durante i primi anni 80. Con l'economia nel caos, il governo del Vietnam virò la rotta e adottò politiche che potevano fungere da ponte tra una visione comunista tradizionalista e una pragmatica. Nel 1986 Nguyễn Văn Linh, nominato segretario generale del partito l'anno successivo, lanciò una campagna per il rinnovamento politico ed economico (Doi Moi). Le sue politiche furono caratterizzate da sperimentazioni sociali ed economiche simili al programma di riforme intraprese nell'Unione Sovietica. Con il compromesso politico, il Vietnam terminò progressivamente i suoi tentativi di rieducazione e la promozione di cooperative agricole e industriali. Gli agricoltori furono autorizzati a coltivare appezzamenti privati accanto ai terreni demaniali, e nel 1990 il governo approvò una legge che incoraggiava la creazione di imprese private.
Ad aggravare le difficoltà economiche alla fine degli anni 70 furono anche diverse problematiche relazioni di vicinato con la Cambogia e la Cina. Gli scontri tra i comunisti vietnamiti e quelli cambogiani sulla frontiera comune cominciarono quasi subito dopo la riunificazione del Vietnam nel 1975. Per neutralizzare la minaccia, il Vietnam invase la Cambogia nel dicembre del 1978 e conquistò Phnom Penh, la capitale cambogiana, scacciando l'incombente regime comunista dei Khmer rossi e avviando una prolungata occupazione militare del paese che si concluse solo nel 1989.
Nel febbraio e nel marzo del 1979, la Cina rispose all'occupazione del Vietnam in Cambogia avviando una limitata invasione del Vietnam, ma l'incursione cinese fu rapidamente respinta. I rapporti tra i due paesi rimasero tesi per un certo tempo. I disaccordi territoriali lungo il confine e nel Mar Cinese Meridionale, che erano rimasti latenti durante la guerra del Vietnam, ritornarono a galla alla fine della guerra, con frequenti combattimenti su piccola scala lungo la linea di frontiera. Inoltre, una campagna progettata nel dopoguerra da Hanoi per limitare il ruolo della comunità etnica cinese del Vietnam nel commercio interno suscitò una forte protesta di Pechino.
Durante l'incursione in Cambogia, nel 1978-79, l'isolamento internazionale del Vietnam fu esteso alle relazioni con gli Stati Uniti. Gli Stati Uniti, oltre ad accusare il Vietnam per la mancata collaborazione nel recupero dei militari missing in action, esclusero ogni normale relazione per tutto il periodo in cui le truppe vietnamite occuparono la Cambogia.
Durante gli anni 80, il Vietnam continuò a ricevere gli aiuti economici e militari dall'Unione Sovietica e condusse la maggior parte dei suoi scambi commerciali con l'URSS e gli altri paesi del Comecon (Consiglio per la Mutua Assistenza Economica).

## La riabilitazione internazionale e il boom economico
Negli anni 90, le relazioni internazionali del Vietnam con gli Stati Uniti sono migliorate e nel 1994 gli americani rimossero l'embargo oltre a ristabilire normali relazioni diplomatiche. Bill Clinton, nel 2000, fu il primo presidente statunitense a visitare il paese. Negli anni duemila il Vietnam è stato inserito nell'Organizzazione mondiale del commercio (OMC), segnale di una piena riabilitazione internazionale, mentre nel 2008 è stato membro temporaneo del consiglio di sicurezza delle Nazioni Unite. Anche le relazioni con la Cina sono migliorate sensibilmente e oggi i cinesi guardano al Vietnam come ad un'ottima possibilità di sviluppo economico per entrambi i paesi. Il boom economico, iniziato lentamente durante la fine degli anni 80 e negli anni 90, ha continuato la sua corsa facendo segnare, fino al 2007, un tasso superiore all'8% annuo del PIL. Nel 2008 e nel 2009 il crescente tasso di inflazione, lo scoppio di una bolla speculativa e la crisi economica internazionale hanno poi rallentato la corsa.